# Euderus viridilineatus
Euderus viridilineatus är en stekelart som beskrevs av Yoshimoto 1971. Euderus viridilineatus ingår i släktet Euderus och familjen finglanssteklar. Inga underarter finns listade i Catalogue of Life.